# Hemiceras obliquicola
Hemiceras obliquicola är en fjärilsart som beskrevs av Walker 1862. Hemiceras obliquicola ingår i släktet Hemiceras och familjen tandspinnare. Inga underarter finns listade i Catalogue of Life.